# クワデブーケ郡

クワデブーケ郡
Kwadèbouke

クワデブーケ郡（クワデブーケぐん、ハイチ語: Kwadèbouke）またはクロワ・デ・ブーケ郡（フランス語: Croix-des-Bouquets）はハイチ南東部、西県東部の郡。ポトプランス郡の北西に位置し、西県の東部を占める。北西にラカイエ郡、北に中央県ミバレ郡、北東にラスカウォバス郡、南に南東県ベランス郡、東にドミニカ共和国インデペンデンシア州、ペデルナレス州と接する。面積は郡の中では最も大きい。
南西にクワデブーケ（クロワデブーケ）、北東にコニヨン、北にトマゾー、東にガンチエ、南東にフォンヴェレットの5つのコミーンが置かれている。ガンチエには塩水湖・ソーマトル湖がある。郵便番号は63から始まる。

## 脚註
1. 1 2  “Haiti: administrative units, extended”.   GeoHive.com. 2016年10月5日時点のオリジナルよりアーカイブ。2021年8月10日閲覧。
2. ↑  “POPULATION TOTALE, POPULATION DE 18 ANS ET PLUS MÉNAGES ET DENSITÉS ESTIMÉS EN 2015” (pdf).   Institut Haïtien de Statistique et d’Informatique (IHSI). pp. 16 - 17 (2015年3月). 2021年8月10日閲覧。